# カイミロア (砲艦)
カイミロア（Kaimiloa）は、ハワイ王国海軍の砲艦。報道では、練習艦として扱われることもあった。
ハワイ王国国王カラカウアが、1871年に建造されたイギリスの蒸気船エクスプローラー（Explorer、170トン）を2万ドルで購入し、これに艤装を施したものである。
カイミロアとは、ハワイ語で「遠方の探索者」（far seeker）を意味する。

## 航海
1887年3月28日就役、乗員の内24名は少年院に収容されていたハワイ人の若者をわずか1ヶ月の訓練で養成したものであった。少年院には音楽が更生プログラムとして設けられていたことから軍楽隊を兼ねる者もあり、少年院出身でロイヤル・ハワイアン・バンドに所属するチャールズ・パリカプ・カレイコア（Charles Palikapu Kaleikoa）がリーダーとなった。艦長にはジョージ・E・ グレズリー・ジャクソン大佐（George E. Gresley Jackson）が就任した。
サモアとの同盟を目指して5月18日ホノルルを出港し、6月15日アピアに到着した。だが、既にドイツ帝国との交渉に入っており、イギリスとアメリカ合衆国も機会をうかがっている状況で、交渉は進展しなかった。この間、軍楽隊はコンサートを開催し、アピア市民に親しまれた。また、少年院出身の乗員も問題を起こすことは少なく、懲罰の対象となったのは僅か1件が記録に残るのみとなっている。
その後、7月に発生したクーデターの影響によって帰国を命ぜられ8月23日出港、9月23日にホノルルへ到着した。
これがカイミロアの最初で最後の遠洋航海となった。29日に乗員は退役となり、カイミロア自身も30日退役となった。
なお、チャールズ・パリカプ・カレイコアは、航海の後ロイヤル・ハワイアン・バンドに復帰し、引退するまでの40年間を過ごしている。

### 退役後
カイミロアは検疫船として用いられていたが、翌年2,800ドルで売却され、ハワイ諸島間の輸送船として用いられた。また、1894年に取り外されたガトリング砲が、ハワイ共和国大統領府に設置されている。その後、蒸気機関は製糖に用いられ、船体は給炭船、油槽船などに用いられた後、1910年に焼却処分となった。

## 注
1. 1 2 3 4 5 6  BOB KRAUSS RESEARCH INDEX（Kaimiloaで検索、2011年8月16日閲覧）
2. ↑  Paul H. Silverstone, "The New Navy, 1883-1922"
3. 1 2 3 4 5 6 7 8  “Logs of Kaimiloa & Velocity”. 2011年8月16日閲覧。
4. ↑  Helen Geracimos Chapin, "Shaping history: the role of newspapers in Hawai'i"
5. ↑  Kaimiloa, March 28, 1887（2011年8月16日閲覧）
6. 1 2 3  Crew of the Kaimiloa, March 28, 1887（2011年8月16日閲覧）
7. 1 2 3  Kaimiloa Cadet Band（2011年8月16日閲覧）
8. ↑  この際、数名のハワイ人がサモアに残留している。Pasefika Designs, LLC.（2011年8月16日閲覧）